# Ширія
Ширія (рум. Șiria) — село у повіті Арад в Румунії. Входить до складу комуни Ширія.

## Географія
Село розташоване на відстані 403 км на північний захід від Бухареста, 27 км на північний схід від Арада, 64 км на північний схід від Тімішоари.

## Історія
Після поразки 9 серпня 1849 року угорської армії Дембінського австрійським військом під командуванням Юліуса Гайнау біля міста Темешвар, армія Гергея (30 тисяч вояків, 8 тисяч коней, 144 гармати) панічно побігла назустріч російському третьому піхотному корпусу графа Рідигера і здалася йому 13 серпня у Вілягоші (так угорці називали Ширію).

## Населення
За даними перепису населення 2002 року у селі проживали 5007 осіб.
Національний склад населення села:
| Національність | Кількість осіб | Відсоток |
| -------------- | -------------- | -------- |
| румуни         | 3851           | 76,9%    |
| цигани         | 839            | 16,8%    |
| угорці         | 201            | 4,0%     |
| німці          | 87             | 1,7%     |
| українці       | 13             | 0,3%     |
| словаки        | 6              | 0,1%     |

Рідною мовою назвали:
| Мова       | Кількість осіб | Відсоток |
| ---------- | -------------- | -------- |
| румунська  | 3863           | 77,2%    |
| циганська  | 839            | 16,8%    |
| угорська   | 197            | 3,9%     |
| німецька   | 84             | 1,7%     |
| українська | 9              | 0,2%     |
| словацька  | 5              | 0,1%     |